# 特溫萊克斯 (明尼蘇達州弗里伯恩縣)
特溫萊克斯（英語：Twin Lakes）是一個位於美國明尼蘇達州弗里伯恩縣的城市。

## 人口
根據2020年美國人口普查的數據，特溫萊克斯的面積為1.32平方千米，當中陸地面積為1.26平方千米，而水域面積為0.06平方千米。當地共有人口134人，而人口密度為每平方千米102人。